# Han vet min väg
Han vet min väg är en psalm som skrevs av Anna Ölander och publicerades första gången 1913 i Hultmans Solskenssånger. Psalmens melodi är identisk med den som används för O ljuva frid.